# Веліж
Веліж (рос. Велиж) — місто Велізького району Смоленської області Росії. Входить до складу Велізького міського поселення.
Населення — 7326.
З Веліжем пов'язана знаменита кримінальна справа першої половини 19 століття — Велізька справа.

## Урбаноніми
У місті є такі урбаноніми:
- вул. 8 березня
- Безіменний провулок
- вул. Бембеля
- вул. Берегова
- вул. Вітебська
- вул. Воїнська частина
- Володарського провулок
- вул. Володарського
- вул. Східна
- Горохова провулок
- вул. Горохова
- вул. Двінська
- вул. Дитяча
- пл Дзержинського
- вул. Єременко
- вул. Залізнична
- Заборовського провулок
- вул. Заборовського
- вул. Івановська
- вул. Казанська
- вул. Калініна
- пл. Кирила і Мефодія
- вул. Кірова
- вул. Комунальна
- вул. Комуністична
- вул. Комсомольська
- вул. Красинець
- Червоноармійський провулок
- Провулок Червоних зірок
- вул. Кропоткіна

## Уродженці
В місті народилися:
- відомий радянський клоун Анатолій Дубіно;
- український художник-пейзажист Онуфрій Бізюков.